# Rio Bernaia
O Rio Bernaia é um rio da Romênia afluente do Rio Almaş, localizado no distrito de Sălaj.